# Laheküla (Hiiumaa)
Koordinaten: 58° 50′ N, 22° 47′ O
Laheküla ist ein Dorf (estnisch küla) in der Landgemeinde Hiiumaa (bis 2017: Landgemeinde Käina). Es liegt auf der zweitgrößten estnischen Insel Hiiumaa (deutsch Dagö).
Laheküla hat zehn Einwohner (Stand 31. Dezember 2011).